# Religion civile
Ne doit pas être confondu avec Religion d'État.

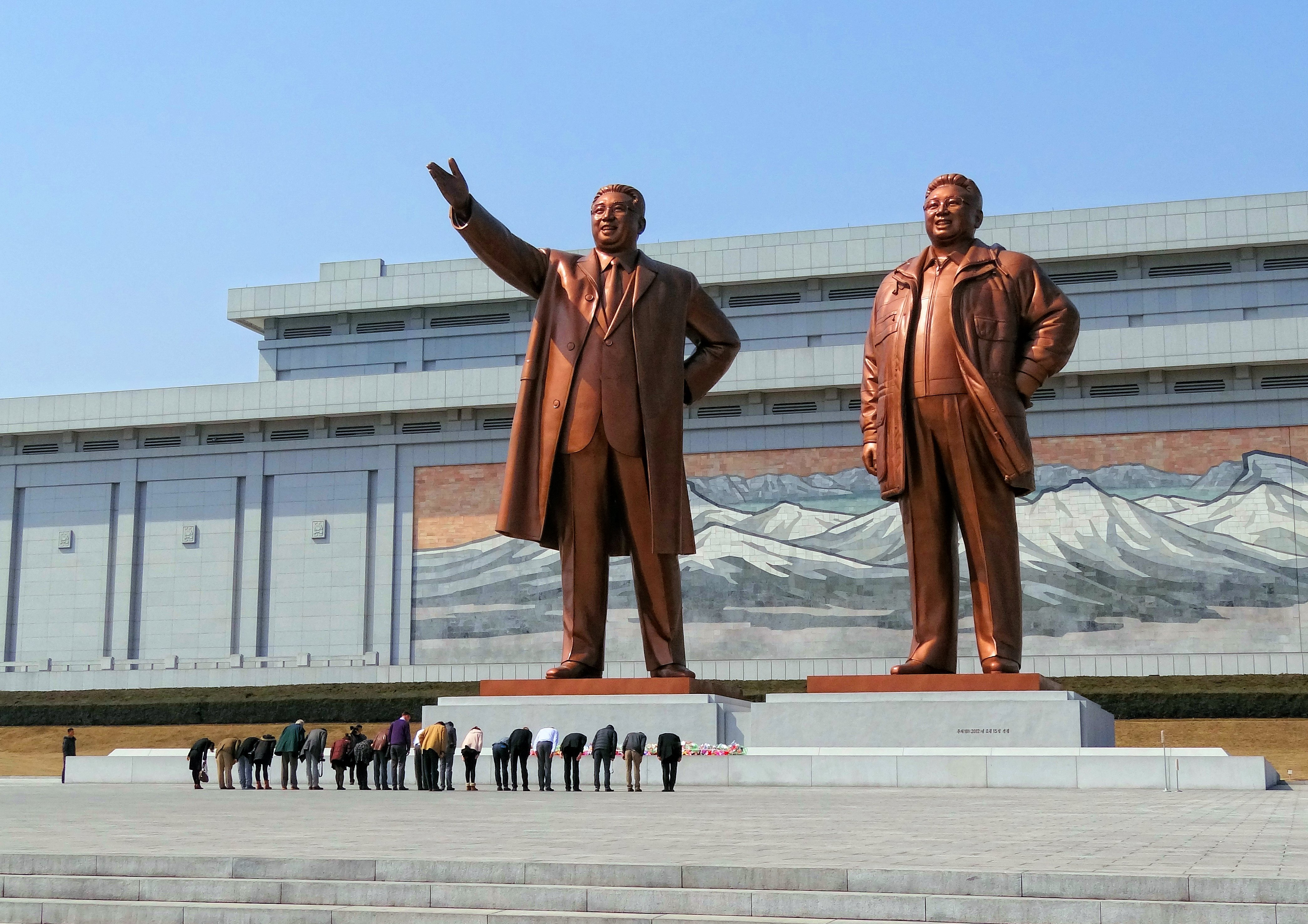
Une forme de religion civile : visiteurs s'inclinant devant les statues de Kim Il-sung et Kim Jong-il, sur la place de Mansudae Hill, à Pyongyang.

La notion de religion civile, également appelée religion civique  désigne une religiosité générique, fédératrice, destinée à rassembler un maximum de citoyens dans une « communauté imaginée ». Elle remonte à Jean-Jacques Rousseau (1712-1778). 

## Développement de l'idée de Rousseau
Dans le livre 4 du Contrat Social (1762), Rousseau imagine dans le chapitre 8 ce que pourrait être une religion consensuelle, à vocation unificatrice. La religion civile apparaît, pour lui, comme le garant du lien social, le gage et le socle qui viabilise le vivre-ensemble de la communauté citoyenne. Nécessaire, cette religion ne saurait pour autant être exclusive, elle peut cohabiter avec d’autres croyances, d’autres religions : « Chacun peut avoir, au surplus, telles opinions qu’il lui plaît, sans qu’il appartienne au souverain d’en connaître : car, comme il n’a point de compétence dans l’autre monde, quel que soit le sort des sujets dans la vie à venir, ce n’est pas son affaire, pourvu qu’ils soient bons citoyens dans celle-ci ».
En ce sens, la pratique d'une religion ainsi donnée permettrait la croyance personnelle de l'individu mais sans renoncer à son statut de citoyen et même sans en exalter les devoirs. Pour cela, il faudra établir certains dogmes qui permettent un tel équilibre :
- L'existence de Dieu.
- La croyance en une vie après la mort.
- La récompense de la vertu et la punition du vice.
- L'exclusion de l'intolérance religieuse.

## Exemples nationaux de mise en pratique
Cette notion a ensuite été transposée dans différents contextes nationaux, notamment en France.

### France
Le Culte de l'Être suprême fut une tentative d'établir une religion civile en France, pendant la Première République, entre le 7 mai et le 27 juillet 1794.
Parallèlement au culte de l'Être suprême, il convient de mentionner le culte de la Raison, une autre manifestation de religion civile durant la période révolutionnaire française.

### États-Unis d'Amérique
Toutefois, c’est aux États-Unis que s’est développée la réflexion la plus riche et continue sur la religion civile. Comment souder une mosaïque de populations, sans unité linguistique, religieuse, culturelle ? La fonction sociale de la religion civile imaginée par Rousseau s’avérait dès lors essentielle.
Dans le contexte américain, la religion civile a été repensée et développée à partir de 1967 par le sociologue Robert Bellah. À l’appui de son hypothèse, ce dernier cite cet extrait de l’autobiographie de Benjamin Franklin (1706-1790) : 
« Je n’ai jamais été dépourvu de principes religieux. Je n’ai jamais douté, par exemple, de l’existence de la Divinité, du fait qu’il a créé le monde et qu’il le gouverne au travers de sa Providence. Je n’ai jamais douté que le meilleur service que l’on puisse rendre à Dieu est de faire du bien à son prochain, que nos âmes sont immortelles, et que tout crime sera puni, tandis que la vertu sera récompensée, dans ce monde ou dans l’autre. Ces éléments, je les considère comme les principes essentiels de toute religion. On peut les trouver dans toutes les religions présentes dans notre pays, et je les respecte toutes, bien qu’à des degrés divers. En effet, je trouve qu’il se mélange plus ou moins dans ces religions d’autres éléments que ceux qui entendent inspirer, promouvoir ou confirmer la moralité. Ces éléments (superflus) servent principalement à nous diviser, et à nous opposer les uns les autres ». 
Dans ces propos, Robert Bellah voit les principaux traits de la religion civile théorisée par Jean-Jacques Rousseau : le souci d'éléments symboliques fédérateurs, qui soutiennent la moralité et la citoyenneté, évitant les ferments de division.

### Japon
À partir de l'ère Meiji (1868-1912), le gouvernement japonais entreprit de promouvoir une version étatique du shintoïsme, religion ancestrale du Japon. Cette politique, connue sous le nom de "shintoïsme d'État", visait à légitimer le pouvoir impérial et à forger une identité nationale forte.

## Phénomènes apparentés
Bien que ne correspondant pas strictement à la définition classique de la religion civile, les cultes politiques dans les régimes communistes s'en approchent. Ces régimes ont souvent érigé des figures politiques en icônes quasi-religieuses et instauré des rituels et des symboles rappelant les pratiques religieuses traditionnelles.
Le marxisme-léninisme instauré en URSS présente des caractéristiques qui permettent de l'analyser sous l'angle d'une religion civile, bien que cette interprétation fasse l'objet de débats académiques. Marx, Lénine et Staline ont souvent fait l'objet d'une vénération proche du culte.
Le culte de la personnalité instauré en Corée du Nord présente de nombreuses caractéristiques d'une religion civile. Centré sur la famille Kim, en particulier sur les figures de Kim Il-sung et Kim Jong-il, ce système idéologique combine des éléments du marxisme-léninisme, du nationalisme coréen et d'une quasi-déification des dirigeants.